# 費利佩·坎波斯 (智利足球運動員)
費利佩·曼努埃爾·坎波斯·莫斯凱拉（1993年11月8日—），是智利足球运动员，目前效力于图库曼竞技俱樂部，担任右后卫。

## 国际职业生涯
坎波斯曾入选智利百年美洲杯临时名单，但被淘汰出决赛名单。